# Hisanohamasaurus
"Hisanohamasaurus" (“lagarto Hisano-hama”) es el nombre informal dado a un género de dinosaurio saurópodo titanosauriano que vivió a finales del  período Cretácico, hace 70 millones de años en el Maastrichtiense. Considerado inválido, se lo conoce solo por un diente que apareció por primera vez en el libro de 1990 de David Lambert. Ha sido identificado como pariente del Nemegtosaurus, a partir del diente con corona estrecha. Fue encontrado en Japón, concretamente en Iwaki, Fukushima.